# Нешто између (ТВ серија)
„Нешто између” је југословенска телевизијска серија снимљена 1984. године у продукцији Телевизије Београд на основу истоименог филма из 1983. године у режији Срђана Карановића.

## Улоге
| Глумац                  | Улога      |
| ----------------------- | ---------- |
| Kарис Kорфман           | Ева        |
| Предраг Мики Манојловић | Јанко      |
| Драган Николић          | Марко      |
| Зорка Манојловић        | Мајка      |
| Рената Улмански         | Тетка      |
| Нина Кирсанова          | Баба       |
| Петар Илић              | Син        |
| Горица Поповић          | Дуња       |
| Соња Савић              | Твигица    |
| Бранко Цвејић           | Бармен     |
| Заба Маден              | Конобарица |
| Љубиша Бачић            | Лаза домар |
| Тимоти Џон Бајфорд      | Питер      |
| Љиљана Шљапић           | Женска     |
| Јелица Сретеновић       | Јелица     |
| Тони Лауренчић          | Лаборант   |
| Мирко Буловић           | Продавац   |
| Дара Вукотић Плаовић    | Госпођа 1  |
| Љубица Јанићијевић      | Госпођа 2  |
| Мило Мирановић          | Молер      |

Комплетна ТВ екипа  ▼
| Редитељ              | Срђан Карановић   |
| Сценариста           | Андреj Хортон     |
| Сценариста           | Срђан Карановић   |
| Сценариста           | Милосав Мариновић |
| Композитор           | Зоран Симјановић  |
| Директор фотографије | Живко Залар       |
| Mонтажер             | Бранка Чеперац    |